# Giacomo Cocco
Giacomo Cocco (Venezia, 27 settembre 1412 – Costantinopoli, 28 aprile 1453) è stato un militare italiano.

## Biografia

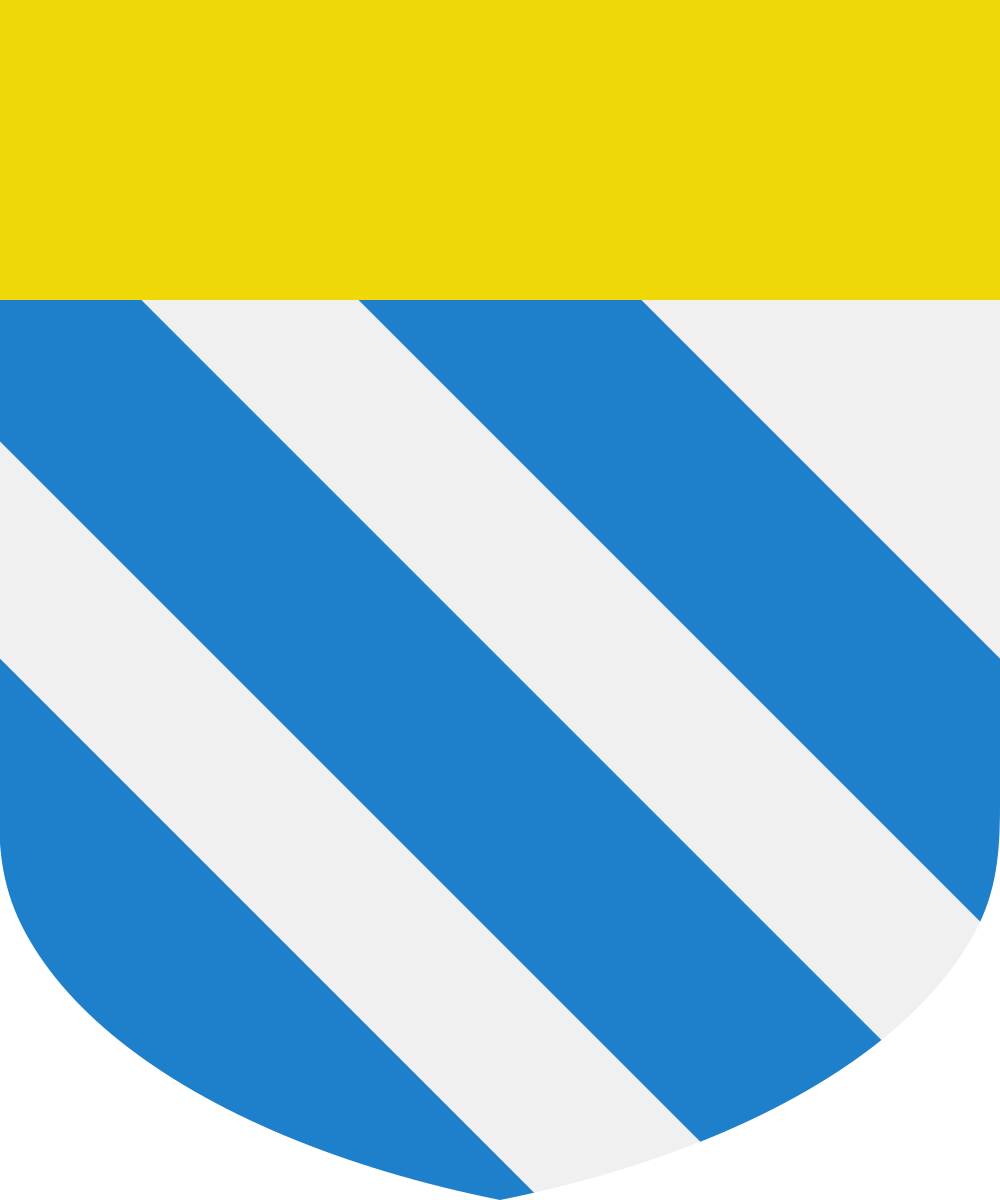
Stemma della famiglia Cocco

Giacomo Cocco nacque a Venezia il 27 settembre 1412 da Marino Cocco e dalla sua seconda moglie Marina Gritti. Il padre era stato bailo veneziano a Cipro e per cinque volte savio del Consiglio.
Rimasto orfano in giovane età, si imbarcò giovanissimo ed apprese l'arte marinaresca, in particolare con le galee che commerciavano tra la Serenissima e le città di Alessandria d'Egitto e Beirut. Nel 1446 venne eletto membro del Consiglio dei Quaranta.

### L'assedio di Costantinopoli

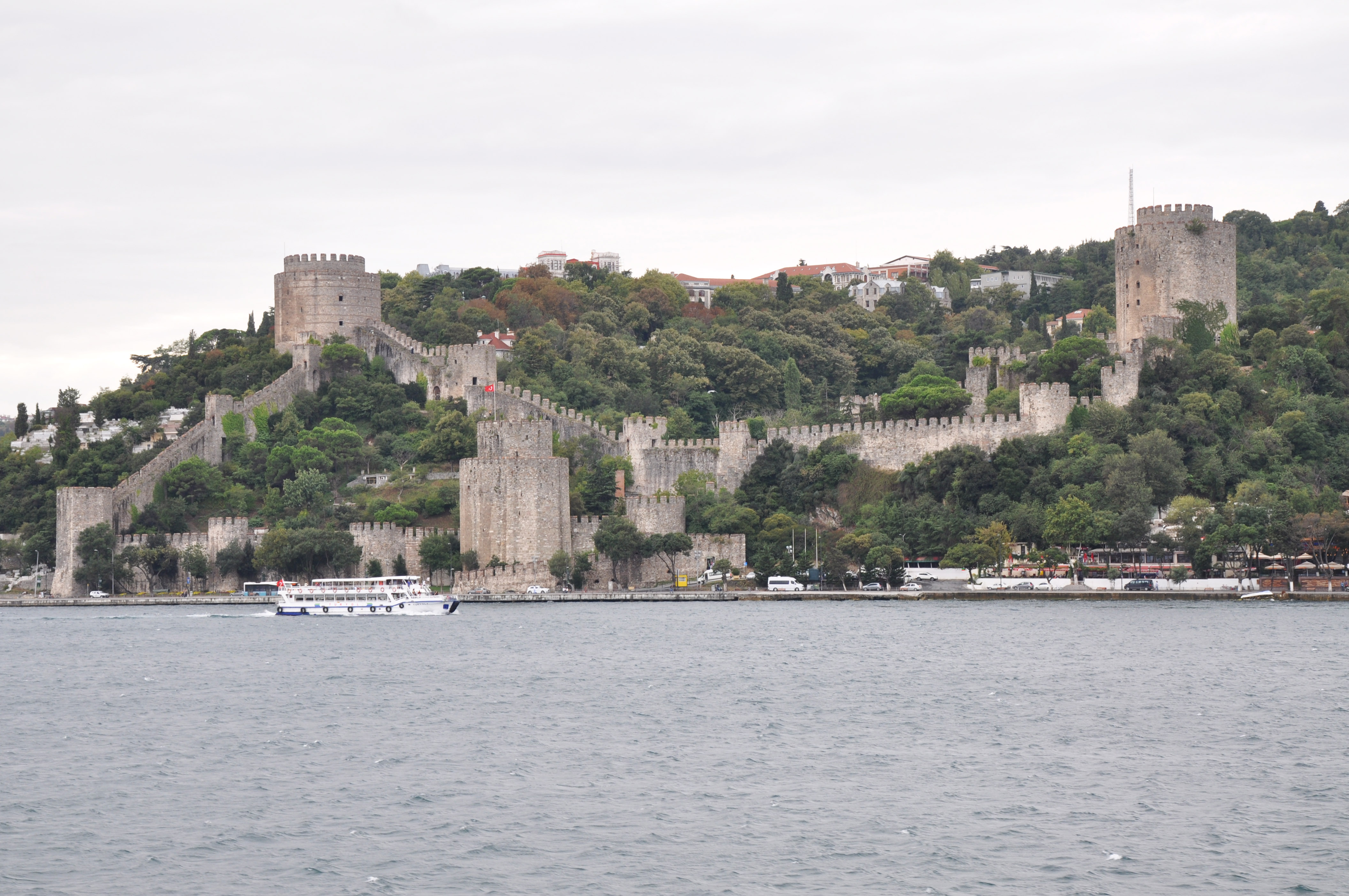
Fortezza di Rumelihisarı

Durante i suoi tragitti navali nel Mediterraneo, Giacomo Cocco arrivò il 4 dicembre 1452 a Costantinopoli con una galea proveniente da Trebisonda. Trovatosi davanti alla fortezza di Rumelihisarı, finse di avvicinarsi per poi cambiare direzione ed entrare nel Corno d'Oro, al riparo dalla marina turca. Tuttavia, nella notte tra il 21 e il 22 aprile 1453, Maometto II riuscì a far entrare 72 delle sue navi dentro il Corno d'Oro facendole passare via terra dietro la colonia genovese di Galata.
Giacomo Cocco propose quindi di inviare nella notte del 24 aprile una piccola flottiglia per bruciare le navi turche con il fuoco greco. La proposta fu accettata dall'imperatore Costantino XII, ma i genovesi non furono informati per via del doppio gioco da parte di alcuni di loro con il sultano. Pochi giorni prima Angelo Giovanni Lomellini, podestà di Galata, aveva consegnato le chiavi della città al sultano in cambio del mantenimento dei privilegi di cui già godeva e non aveva informato l'imperatore del passaggio notturno delle navi turche verso il Corno d'oro. Ciononostante, alla fine i genovesi riuscirono ad esserne al corrente e a prendere parte all'assedio di Costantinopoli.

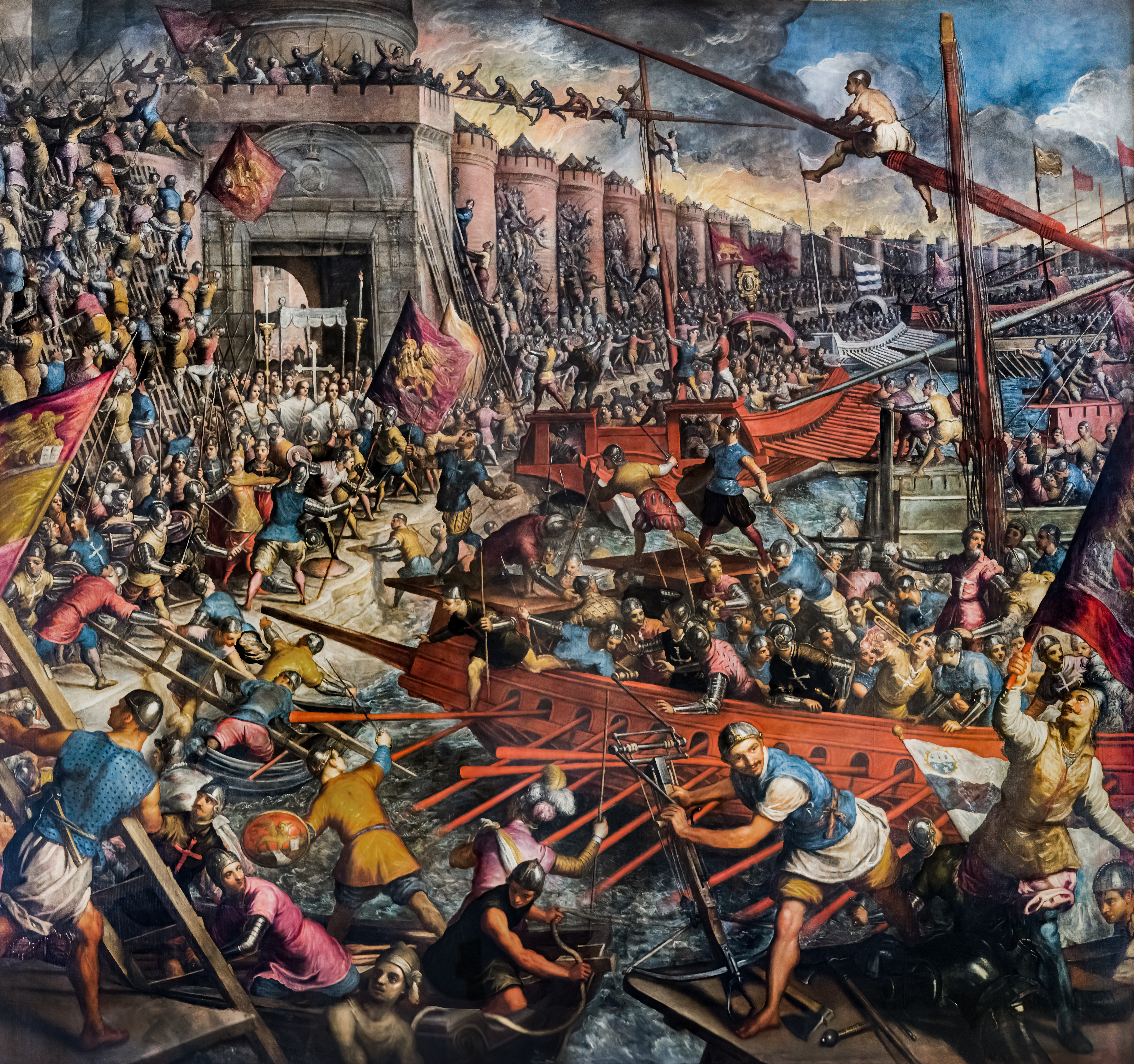
Tintoretto, Caduta di Costantinopoli, Palazzo Ducale, Venezia, 1598-1605 circa

Così nella notte del 28 aprile due galee genovesi e tre fuste veneziane lasciarono il porto, precedute da una nave genovese ed una veneziana, munite di sacchi di cotone e lana per bruciare le navi turche. Giacomo Cocco era a capo di una delle tre fuste, mentre il generale Giovanni Giustiniani Longo era rimasto a difesa di Costantinopoli.
L'impeto di Giacomo Cocco lo fece attaccare per primo i turchi che però, avvertiti da una spia genovese, erano pronti allo scontro: come esito, morì durante l'azione colpito da un colpo di artiglieria. Il conseguente fallimento dell'operazione contribuì ad alimentare nella capitale bizantina le già esistenti tensioni tra i genovesi e i veneziani, con i primi che attribuirono la causa della sconfitta all'irruenza del Cocco.

## Discendenza
In vita aveva sposato nel 1447 Maria Foscarini, figlia di Dardi, dalla quale aveva avuto un figlio, Alvise, e una figlia, Cipriana. Dopo la morte in battaglia di Giacomo Cocco, il 3 luglio 1453 ai suoi figli venne assegnato dal Senato veneto un sussidio rispettivo di 60 e 600 ducati.